# (4881) Robmackintosh
(4881) Robmackintosh est un astéroïde de la ceinture principale.

## Description
(4881) Robmackintosh est un astéroïde de la ceinture principale. Il fut découvert le 1er décembre 1975 à Cerro El Roble par Carlos Torres. Il présente une orbite caractérisée par un demi-grand axe de 2,31 UA, une excentricité de 0,05 et une inclinaison de 8,1° par rapport à l'écliptique.

## Compléments